# Giovanni Anzaldo
Giovanni Anzaldo (Torino, 12 novembre 1987) è un attore, regista e sceneggiatore italiano.

## Biografia e carriera
Anzaldo cresce a Rivalta, in provincia di Torino. I suoi genitori di origini siciliane gestiscono un negozio di alimentari. Si appassiona alla recitazione sin dalla scuola primaria restando folgorato dalla recita su Il piccolo principe. Dopo la scuola di ragioneria, preferisce all'Università di Economia la scuola del Teatro Stabile di Torino di Luca Ronconi dove si diploma nel 2009.
Nel 2010 vince il Premio Ubu quale miglior attore under 30 per lo spettacolo teatrale di Alessandro Gassmann Roman e il suo cucciolo, nel quale Anzaldo ottiene la parte del figlio eroinomane del protagonista, un immigrato rumeno interpretato da Gassman. Per lo stesso ruolo Anzaldo si aggiudica il Golden Graal 2012 nella categoria migliore attore drammatico. Successivamente Gassman riprende Anzaldo nei panni di Nicu per il suo film di esordio alla regia intitolato Razzabastarda, adattamento cinematografico dello spettacolo teatrale Roman e il suo cucciolo presentato in anteprima al Festival internazionale del film di Roma. Per questa interpretazione Anzaldo viene insignito del Premio Gallio come migliore attore.
Nel 2013 recita sul grande schermo in Romanzo di una strage di Marco Tullio Giordana. In televisione ottiene un ruolo secondario nella seconda stagione di Paura di amare e in Il restauratore al fianco di Lando Buzzanca. Un anno dopo entra nel cast principale di Il capitale umano, il primo dramma di Paolo Virzì vincitore di sette David di Donatello. Il provino con Virzì durò oltre tre ore. Nel 2014 è impegnato nel set di Mi chiamo Maya, opera prima di Tommaso Agnese, e in quello de L'attesa, opera prima di Piero Messina, in cui recita accanto a Juliette Binoche.
Anzaldo esordisce alla regia e alla sceneggiatura con Sullo stress del piccione, spettacolo teatrale del 2014 che racconta la storia di quattro giovani sognatori.
Nel 2017 è coprotagonista della pellicola di Giovanni Veronesi Non è un paese per giovani, un film che racconta le vicende di due ragazzi italiani che espatriano a Cuba per cambiare vita.

## Filmografia

### Cinema
- Romanzo di una strage, regia di Marco Tullio Giordana (2012)
- Razzabastarda, regia di Alessandro Gassmann (2012)
- La storia di Cino, il bambino che attraversò la montagna, regia di Carlo Alberto Pinelli (2013)
- Il capitale umano, regia di Paolo Virzì (2014)
- Reality News, regia di Salvatore Vitiello (2014)[12]
- Mi chiamo Maya, regia di Tommaso Agnese (2015)[13]
- L'attesa, regia di Piero Messina (2015)
- Assolo, regia di Laura Morante (2016)
- Era d'estate, regia di Fiorella Infascelli (2016)
- Non è un paese per giovani, regia di Giovanni Veronesi (2017)
- Succede, regia di Francesca Mazzoleni (2018)
- Ricordi?, regia di Valerio Mieli (2018)
- I Liviatani: Cattive Attitudini, regia di Riccardo Papa (2020)
- Gli indifferenti, regia di Leonardo Guerra Seràgnoli (2020) - voce
- Ti mangio il cuore, regia di Pippo Mezzapesa (2022)
- Il grande giorno, regia di Massimo Venier (2022)
- Romantiche, regia di Pilar Fogliati (2023)
- Di noi 4, regia di Emanuele Gaetano Forte (2025)

### Televisione
- Distretto di Polizia 9, regia di Alberto Ferrari – serie TV, episodi 9x06-9x16 (2009)
- Paura di amare 2 – 6 episodi (2013)
- Il restauratore – interprete di puntata (2014)
- Non uccidere, regia di Giuseppe Gagliardi - serie TV, episodio 1x02 (2015)
- Fuoco amico TF45 - Eroe per amore, regia di Beniamino Catena – serie TV (2016)
- Summertime, regia di Francesco Lagi – serie TV (2021-2022)
- Più forti del destino, regia di Alexis Sweet – miniserie TV (2022)
- Odio il Natale, regia di Davide Mardegan e Clemente De Muro - serie Netflix (2022)
- Pesci piccoli - Un'agenzia. Molte idee. Poco budget – serie TV (2023-2025)
- Mare fuori (quinta stagione), regia di Ludovico Di Martino – serie TV (2025)

### Videoclip
- Scusate se non piango di Daniele Silvestri (2019)

## Teatro
- Uomini e topi (2010)[14]
- Roman e il suo cucciolo (2012)
- Romeo and Juliet post scriptum (2013)[15]
- Sullo stress del piccione, di Giovanni Anzaldo (2014)[16]
- Amerika (2014)[17]
- The deep blue sea (2018)
- Toccando il vuoto (2025)

## Opere letterarie
- Raudo e i cuori nel caffè, Milano, Solferino, 2023. ISBN 978-88-282-1140-2

## Premi e candidature
- Premio Ubu 2010 come miglior attore under 30 per Roman e il suo cucciolo
- Golden Graal del teatro 2012 come miglior attore
- Premio Gallio 2013 come miglior attore per Razzabastarda